# فرناندو دينيز
فرناندو دينيز (بالبرتغالية: Fernando Diniz‏) هو لاعب كرة قدم ومدرب كرة قدم برازيلي، ولد في 27 مارس 1974 في باتوس دي ميناس في البرازيل. لعب مع باوليستا وسانتو أندريه ونادي بارانا ونادي بالميراس ونادي جوفنتودي ونادي سانتوس ونادي غاما ونادي غواراني ونادي فلامنغو ونادي فلومينينسي ونادي كروزيرو ونادي كورينثيانز.في يناير 2024 أقيل المدرب فرناندو دينيز من تدريب منتخب البرازيل بعد سلسلة من النتائج المخيبة الهزيلة للمنتخب البرزيلي.